# Бэрри, Патрик
Патрик Джозеф Берри (англ. Patrick Joseph Barry; род. 7 июля 1979, Новый Орлеан, Луизиана, США) — американский кикбоксер и боец ММА. Выступал в тяжёлом весе в Ultimate Fighting Championship.

## Ultimate Fighting Championship
После того как Пат 27 августа 2008 года отправил Саймона Дайафав нокаут на Combat USA: Battle in the Bay 8 он получил предложение от лучшей MMA организации в мире на проведение нескольких боев и возможное продление контракта. На пресс конференции перед UFC 91 было объявлено что Бэрри дебютирует в октагон на UFC 92 и его соперником станет малоизвестный боец — Дан Эвенсен. Патрик одержал победу техническим нокаутом в первом раунде.
Следующий бой Бэрри состоялся на UFC 98 его соперником стал боец который поставил рекорд в MMA по уходу в нокаут (6 секунд от Тодда Даффи на турнире UFC 102) Тим Хэг неожиданно для всех Хэг заставил Бэрри сдаться. Как стало известно следующим соперником Пэта станет Антони Хардонк который также как и Бэрри дебютировал в MMA из K-1. Антони уступил Бэрри нокаутом на 2:30 во втором раунде.
Бой с Мирко Филиповичем
В следующем бою Патрик выступал против ветерана и легенды MMA и победителя Pride Grand Prix 2006 в абсолютной весовой категории Мирко Филиповича, который, как и он, изначально занимался кикбоксингом и выступал в K-1. Пат утверждал, что Мирко входит в пятерку его любимых бойцов и если он подойдет к нему взять автограф, не нужно расценивать это как шутку. Бой, проходивший в Ванкувере, чуть было не сорвался, так как Филипович был задержан местными пограничниками на паспортном контроле. Филиповича в общей сложности задержали на шесть часов и допрашивали касательно его деятельности в антитеррористическом подразделении Lučko, к которому он присоединился через несколько лет после войны в Хорватии, но, в итоге, всё же отпустили.

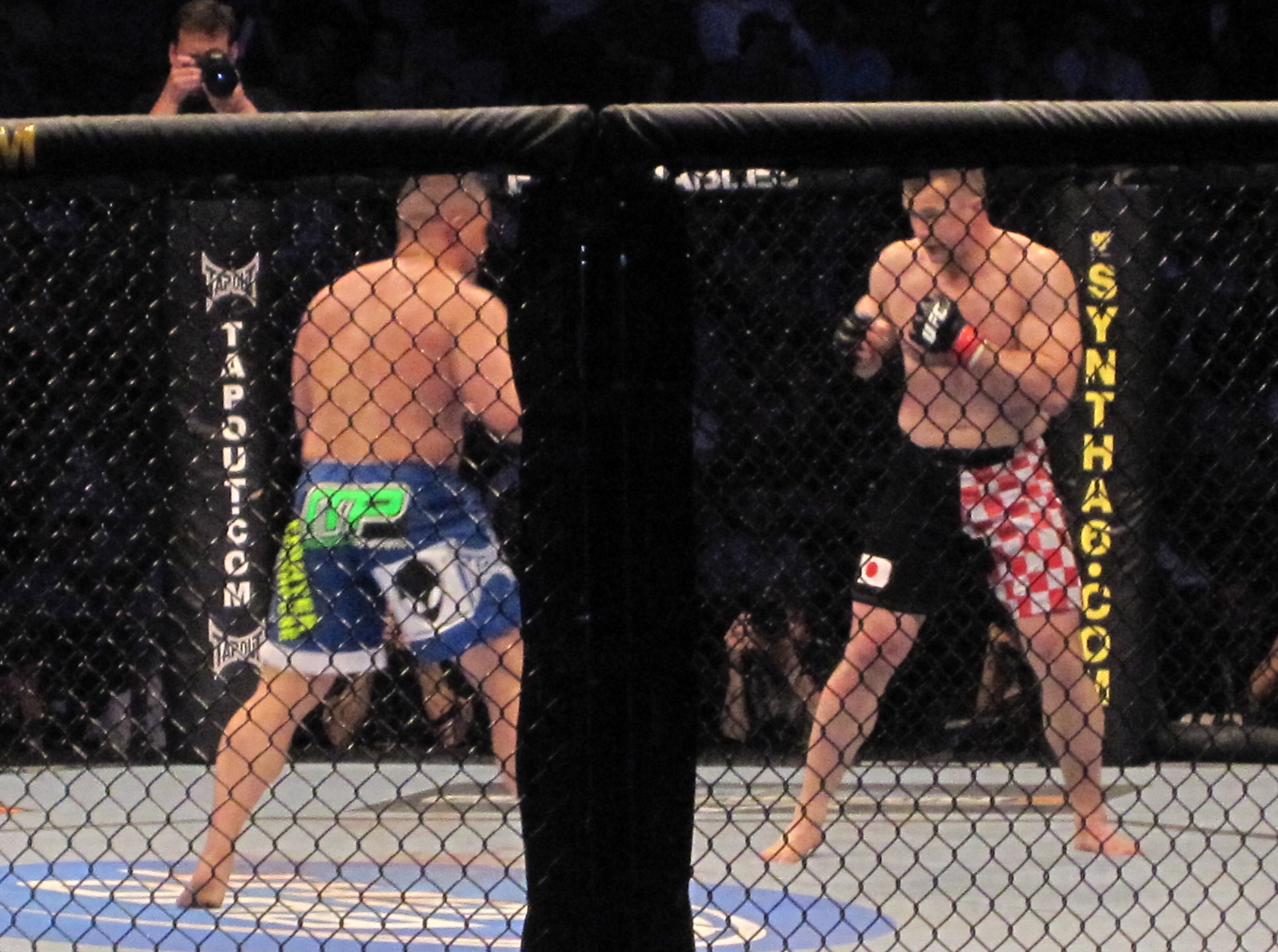
Патрик Бэрри против Мирко Филиповича.

В первом раунде Бэрри пробил несколько хороших лоукиков, а точные удары в челюсть дважды отправляли КроКопа в нокдаун. Несмотря на это, Пат не бросался на добивание и оба раза позволял Филиповичу встать. Раунд прошёл в дружеской атмосфере, и бойцы даже обнялись и пожали друг другу руки прямо во время боя. Во втором раунде Бэрри подустал, а Мирко наоборот выровнял бой, продемонстрировав не только пару своих фирменных хайкиков левой, но и неожиданную работу в партере, которой на протяжении карьеры Филипович старался избегать. Третий раунд стал настоящим откровением для знатоков MMA — Филипович доминировал в партере и закончил бой совершенно неожиданным удушением, заработав бонус за Лучшую победу вечера сдачей (англ. Submission of the night). Любопытно, что автограф Бэрри так и не получил, что, впрочем, не помешало бойцам обменяться телефонами, а Бэрри впоследствии присоединился к тренировочному лагерю Мирко.
Далее Бэрри выиграл у молодого но достаточно перспективного бойца Джоуи Бельтрана единогласным решением судей на UFC Fight For The Troops 2.
26 июня 2011 года Пэт Берри встретился с одним из самых хороших ударников в UFC Чейком Конго на UFC Live: Kongo vs. Barry. В самом начале боя Бэрри начал доминировать и дважды отправил Конго в нокдаун при этом шёл на добивание но ему не удавалось развить свой успех и Чейк оба раза вставал. Когда Конго был на ногах поднявшись с настила после второго нокдауна он провел пару ударов наотмашь которые выключили свет Патрику. По сей день это считается самым банальным нокаутом в UFC.
На UFC on FX: Guillard vs. Miller Бэрри встретился с Кристианом Морекрафтом, бойцом который за свои 7 побед ни разу не довел бой до решения судей поэтому он считался достаточно серьезным соперником. Несмотря на то что, в начале первого раунда Бэрри был пойман на болевой на руку он избежал попытки представления и выиграл тот бой нокаутом в 3:38 1-го раунда.

## Личная жизнь
Патрик считает своими тремя героями свою мать, Майка Тайсона и Сагата, тайбоксера из видеоигры "Street Fighter".
В интервью всё время шутит, что хочет быть ниндзей. Патрик потерял свою бабушку во время урагана Катрина.

## Достижения

### Kickboxing
- Kings of Kickboxing
  - 2005 Kings of Kickboxing tournament champion
- U.S. Open International Martial Arts Championships
  - 2004 U.S. Open Sanshou Championship
  - 2003 U.S. Open Sanshou Championship

### Mixed Martial Arts
- Ultimate Fighting Championship
  - Knockout of the Night (One time)
  - Fight of the Night (One time)
- Combat USA
  - 2008 Combat USA Heavyweight champion

## Статистика боёв в ММА
| Результат | Рекорд | Соперник          | Способ                              | Турнир                               | Дата            | Раунд | Время | Место                          | Примечание         |
| --------- | ------ | ----------------- | ----------------------------------- | ------------------------------------ | --------------- | ----- | ----- | ------------------------------ | ------------------ |
| Поражение | 8-7    | Соа Палелеи       | Нокаутом (удары)                    | UFC Fight Night 33: Хант - Бигфут    | 7 декабря 2013  | 1     | 2:09  | Брисбен, Австралия             |                    |
| Поражение | 8-6    | Шон Джордан       | Техническим нокаутом (удары)        | UFC 161: Эванс - Хендерсон           | 15 июня 2013    | 1     | 0:59  | Виннипег, Канада               |                    |
| Победа    | 8-5    | Шейн дель         | Нокаутом (удары)                    | UFC - The Ultimate Fighter 16 Finale | 15 декабря 2012 | 2     | 0:26  | Лас-Вегас, США                 | Нокаут вечера      |
| Поражение | 7-5    | Лавар Джонсон     | Техническим нокаутом (удары)        | UFC on Fox 3: Диас - Миллер          | 5 мая 2012      | 1     | 4:38  | Ист-Ратерфорд, Нью-Джерси, США |                    |
| Победа    | 7-4    | Кристиан Моркрафт | Нокаутом (удары)                    | UFC on FX: Гиллард - Миллер          | 20 января 2012  | 1     | 3:38  | Вашингтон, США                 | Выступление вечера |
| Поражение | 6-4    | Стефан Стрюве     | Сабмишном (удушение треугольником)  | UFC Live 6: Круз - Джонсон           | 1 октября 2011  | 2     | 3:22  | Нэшвилл, Теннесси, США         |                    |
| Поражение | 6-3    | Чейк Конго        | Нокаутом (удар)                     | UFC Live 4: Конго - Бэрри            | 26 июня 2011    | 1     | 2:39  | Питтсбург, Пенсильвания, США   |                    |
| Победа    | 6-2    | Джоуи Белтран     | Решением (единогласным)             | UFC - Fight for the Troops 2         | 22 января 2011  | 3     | 5:00  | Форт-Худ, Техас, США           |                    |
| Поражение | 5-2    | Мирко Филипович   | Сабмишном (удушение сзади)          | UFC 115: Лидделл - Франклин          | 12 июня 2010    | 3     | 4:30  | Ванкувер, Канада               |                    |
| Победа    | 5-1    | Энтони Хардонк    | Техническим нокаутом (удары)        | UFC 104: Мачида - Шогун              | 24 октября 2009 | 2     | 2:30  | Лас-Вегас, США                 |                    |
| Поражение | 4-1    | Тим Хейг          | Сабмишном (удушение гильотиной)     | UFC 98: Эванс - Мачида               | 23 мая 2009     | 1     | 1:42  | Лас-Вегас, США                 |                    |
| Победа    | 4-0    | Дэн Эвенсен       | Техническим нокаутом (удары ногами) | UFC 92 - The Ultimate 2008           | 27 декабря 2008 | 1     | 2:36  | Лас-Вегас, США                 |                    |
| Победа    | 3-0    | Симон Диуф        | Техническим нокаутом (удары ногами) | Combat USA - Battle in the Bay 8     | 22 августа 2008 | 1     | 1:50  | Грин-Бей, Висконсин, США       |                    |
| Победа    | 2-0    | Джон Джордж       | Нокаутом (удар ногой в голову)      | Combat USA - Fight Night             | 28 июня 2008    | 1     | 0:49  | Харрис Тауншип, Мичиган, США   |                    |
| Победа    | 1-0    | Майк Делэни       | Техническим нокаутом (удары ногами) | Combat USA - Battle in the Bay 7     | 30 мая 2008     | 1     | 3:25  | Грин-Бей, Висконсин, США       |                    |

## Статистика боёв в Кикбоксинге
| Результат | Соперник       | Способ  | Раунд | Время | Турнир                                  | Дата            |
| --------- | -------------- | ------- | ----- | ----- | --------------------------------------- | --------------- |
| Победа    | Крис Хок       | Решение | 1     | 3:00  | WCL Finals                              | 7 июня 2008     |
| Победа    | Мэтт Томас     | Решение | 1     | 3:00  | WCL Finals                              | 7 июня 2008     |
| Поражение | Джеррел Миллер | Решение | 1     | 3:00  | WCL Eastern & Western Conference Finals | 3 мая 2008      |
| Победа    | Джон Джеймс    | Решение | 1     | 3:00  | WCL Eastern & Western Conference Finals | 3 мая 2008      |
| Поражение | Фредди Кемайо  | ТКО     | 1     | 3:00  | K-1 Fighting Network Prague 2007        | 15 декабря 2007 |
| Поражение | Забит Самедов  | Решение | 3     | 3:00  | K-1 World Grand Prix 2007 in Las Vegas  | 11 августа 2007 |